# Sender Ebersdorf
Der Sender Ebersdorf ist eine Sendeanlage des Bayerischen Rundfunks im Gemeindeteil Ebersdorf der Stadt Ludwigsstadt im äußersten Norden Bayerns. Der Sender diente ehemals als Fernsehumsetzer für Das Erste, bis er im Zuge der DVB-T-Einführung abgeschaltet wurde.
Im Januar 2010 wurde der Sender zur Ausstrahlung von Radiosignalen im UKW-Bereich reaktiviert. Das geschah aufgrund von wiederholten Bürgerbeschwerden, da Ludwigsstadt vorher eine der wenigen Orte in Deutschland war, wo überhaupt kein UKW-Radioempfang möglich war – aufgrund der schwierigen Topographie des Rennsteigs und der Kessellage der Stadt waren dort weder bayerische noch thüringische UKW-Radiosender zu hören.

## Frequenzen und Programme

### Analoger Hörfunk (UKW)
In UKW werden folgende Programme ausgestrahlt:
| Frequenz (in MHz) | Programm | RDS PS            | RDS PI                | Regionalisierung | ERP (in kW) | Antennendiagramm rund (ND)/gerichtet (D) | Polarisation horizontal (H)/vertikal (V) |
| ----------------- | -------- | ----------------- | --------------------- | ---------------- | ----------- | ---------------------------------------- | ---------------------------------------- |
| 98,4              | Bayern 1 | B1_Fran_ BAYERN_1 | D511 (regional), D311 | Franken          | 0,05        | ND                                       | H                                        |
| 89,6              | Bayern 2 | Bayern_2          | D312                  | -                | 0,05        | ND                                       | H                                        |
| 93,1              | Bayern 3 | BAYERN_3          | D313                  | −                | 0,05        | ND                                       | H                                        |
| 104,8             | BR24     | BR24____          | D315                  | −                | 0,05        | ND                                       | H                                        |

BR-Klassik wurde am 30. Juni 2022 abgeschaltet. Zuvor wurde es auf 92,2 MHz in Mono ausgestrahlt, da Beeinträchtigungen durch den nahegelegenen Sender Inselsberg den Ballempfang vom Sender Ochsenkopf nicht in ausreichender Qualität zuließen.

### Digitales Radio (DAB)
DAB+ wird in vertikaler Polarisation und im Gleichwellenbetrieb mit anderen Sendern ausgestrahlt.
| Block                      | Programme (Datendienste) | ERP (kW) | Antennen- diagramm rund (ND), gerichtet (D) | Polarisation horizontal (H)/ vertikal (V) | Gleichwellennetz (SFN) |
| -------------------------- | --- | -------- | ------------------------------------------- | ----------------------------------------- | --- |
| 11D BR Bayern (D__00165)   | DAB-Block des Bayerischen Rundfunks - Bayern 1 (Oberbayern) (96 kbps) - Bayern 1 (Niederbayern/Oberpfalz) (96 kbps) - Bayern 1 (Franken) (96 kbps) - Bayern 2 (96 kbps) - Bayern 3 (96 kbps) - BR-Klassik (144 kbps) - BR24 (72 kbps, Mono) - BR Schlager (96 kbps) - Puls (96 kbps) - BR Heimat (128 kbps) - BR Verkehr (16 kbps, Mono) - Antenne Bayern (80 kbps) - BR EPG (8 kbps Daten) - ARD TPEG (24 kbps)                                                  | 1        | ND                                          | V                                         | - Unterfranken: Alzenau (Hahnenkamm), Burgsinn (Main-Spessart), Dettelbach, Ebern, Gemünden, Hammelburg, Kreuzberg (Rhön), Miltenberg-Wenschdorf, Neustadt am Main, Obernburg am Main, Ostheim/Heidelberg, Pfaffenberg (Aschaffenburg), Schweinfurt (Schonungen), Volkach, Wertheim, Würzburg (Frankenwarte), Zeil am Main - Oberfranken: Bad Steben, Bamberg (Geisberg), Burgwindheim (geplant), Coburg (Eckardtsberg), Hof (Labyrinthberg), Kronach, Kulmbach, Ludwigsstadt (Ebersdorf), Ochsenkopf (Fichtelgebirge), Pegnitz - Mittelfranken: Büttelberg, Hesselberg, Hersbruck, Nürnberg (Fernmeldeturm), Rothenburg ob der Tauber, Treuchtlingen, Weißenburg - Oberpfalz: Altenstadt, Amberg (Hirschau), Amberg-Süd, Dillberg (Neumarkt), Fuchsmühl, Geigant, Hoher Bogen (Furth im Wald), Hohe Linie (Regensburg), Kallmünz (geplant), Pfreimd, Schönsee (Drechselberg), Weigendorf - Niederbayern: Brotjacklriegel, Deggendorf (Aletsberg), Dingolfing, Einödriegel, Kelheim, Landshut (Altdorf), Mainburg, Mallersdorf-Pfaffenberg, Oberfrauenwald, Passau (Kühberg), Pfarrkirchen, Rattenberg, Rotthalmünster, Viechtach (Weigelsberg) (geplant), Vilsbiburg - Schwaben: Augsburg (Hotelturm), Augsburg (Welden), Balderschwang (Oberberg), Grünten, Hühnerberg (Harburg), Markt Wald, Memmingen, Pfänder (Vorarlberg), Pfronten (Breitenberg), Ulm (Kuhberg) - Oberbayern: Bad Tölz (Gaißach), Berchtesgaden (Jenner), Eichstätt, Fürstenfeldbruck (Schöngeising), Gelbelsee, Herzogstand (Fahrenbergkopf), Hochberg (Traunstein), Hohenpeißenberg, Inntal (Ebbs), Isen, München-Freimann, München-Ismaning, München (Olympiaturm), Neuötting, Oberammergau (Laber), Pfaffenhofen (Wolfsberg), Pfaffenhofen (BR), Reit im Winkl, Untersberg (Salzburg), Tegernseer Tal (Wallberg), Wasserburg am Inn (Koblberg), Wendelstein (Bayrischzell) |
| 10B Oberfranken (D__00305) | DAB-Block des Bayerischen Rundfunks - Bayern 1 (Mainfranken) (96 kbps) - Bayern 1 (Schwaben) (96 kbps) - BR24live (64 kbps, Mono) - Radio Teddy (72 kbps) - egoFM (72 kbps) - Radio Mainwelle (72 kbps) - Radio Plassenburg (72 kbps) - Radio Eins Coburg (72 kbps) - Radio Bamberg (72 kbps) - Galaxy Oberfranken (72 kbps) - Extra-Radio Hof (72 kbps) - Radio Euroherz (72 kbps) - Arabella Bayern (96 kbps) - Rock Antenne Bayern (72 kbps) - BR EPG (8 kbps) | 1        | ND                                          | V                                         | Bad Steben, Bamberg (Geisberg), Coburg (Eckardtsberg), Ludwigsstadt (Ebersdorf), Hof (Labyrinthberg), Kronach, Kulmbach, Ochsenkopf (Fichtelgebirge), Pegnitz |

### Analoges Fernsehen (PAL)
Vor der Umstellung auf DVB-T diente der Sendestandort weiterhin für analoges Fernsehen:
| Kanal | Frequenz (MHz) | Programm       | ERP (kW) | Sendediagramm rund (ND)/ gerichtet (D) | Polarisation horizontal (H)/ vertikal (V) |
| ----- | -------------- | -------------- | -------- | -------------------------------------- | ----------------------------------------- |
| 60    | 783,25         | Das Erste (BR) | 0,01     | D                                      | H                                         |